# Kasai Kenta
Kenta Kasai (sinh ngày 25 tháng 12 năm 1985) là một cầu thủ bóng đá người Nhật Bản.

## Sự nghiệp câu lạc bộ
Kenta Kasai đã từng chơi cho Paulista và Kashima Antlers.